# Kaliště (powiat Pelhřimov)
Kaliště – miejscowość i gmina (obec) w Czechach, w kraju Wysoczyna, w powiecie Pelhřimov. W 2022 roku liczyła 358 mieszkańców. Miejscowość jest znana jako miejsce urodzenia Gustava Mahlera.